# カッセル包囲戦 (1761年)
カッセル包囲戦（カッセルほういせん、英語: Siege of Cassel）は七年戦争中の1761年3月、フェルディナント・フォン・ブラウンシュヴァイク＝ヴォルフェンビュッテルによるフランス軍の駐留するカッセルの包囲。
フェルディナントはフランスに占領されたヘッセン＝カッセル方伯領の首都カッセルを奪回しようとしたが、グリューンベルクの戦いでブロイ公率いるフランス軍に大敗したため包囲の続行が不可能になり、連合軍は撤収した。